# John Stirk
John Stirk (Consett, 5 settembre 1955) è un ex calciatore inglese, di ruolo difensore.

## Caratteristiche tecniche
Era un terzino destro.

## Carriera
Stirk dopo aver giocato nelle giovanili del Consett (club della sua cittadina natale) nel 1971 passa alle giovanili dell'Ipswich Town, club della prima divisione inglese; nel 1973 firma il suo primo contratto professionistico e viene aggregato alla prima squadra dei Tractor Boys, anche se di fatto per svariati anni viene impiegato esclusivamente con le riserve: fa il suo effettivo esordio solamente nella stagione 1977-1978, nella quale il club vince la FA Cup, ed in cui Stirk all'età di 22 anni gioca le sue prime vere partite da professionista, disputando una partita in Coppa UEFA e 6 partite nella prima divisione inglese. A fine stagione viene ceduto al Watford, con cui gioca tutte e 46 le partite del campionato di terza divisione, che gli Hornets terminano con una promozione in seconda divisione: Stirk in questa categoria rimane però ai margini della rosa, e nel gennaio del 1980 viene ceduto al Chesterfield, club di quarta divisione, con cui gioca fino al 1983, per un totale di 56 partite di campionato giocate con il club. Si ritira poi definitivamente nel 1986, all'età di 31 anni, dopo aver giocato per alcune stagioni con vari club semiprofessionistici inglesi.
In carriera ha totalizzato complessivamente 108 presenze nei campionati della Football League.

## Palmarès

### Club

#### Competizioni nazionali
- Coppa d'Inghilterra: 1

Ipswich Town: 1977-1978